# Liste de jeux vidéo annulés sur Game Boy Advance
Cet article présente la liste de jeux vidéo annulés sur Game Boy Advance.

## Jeux
- 12 Volt[1],[2]
- Aegis: The Awakening[3]
- Aerial Aces[4],[5]
- Alien vs. Predator[6]
- Barbarian[7]
- Battland[8]
- Battletoads[9]
- Beat the SAT[10]
- Bejeweled[11]
- BloodRayne[12]
- Blue Angelo: Angels from the Shrine[13]
- Bonx[14]
- Carnival Carnival[15]
- Charlie's Angels[16]
- Chōjin Ultra Baseball[17]
- Chronicles of Eden Vol. I: Vangarde's Tale[18]
- Custom Robo GBA[19]
- D.I.C.E.[20]
- Daia Droid Daisakusen[21]
- Daisenryoku[22]
- Dark Light[23]
- Demon Hunter[24]
- Diddy Kong Pilot[25]
- Diner Dash[26]
- Donkey Kong Plus[27]
- Donkey Kong: Coconut Crackers[28]
- Dragon Ball GT: Transformation 2[29]
- Dragon Ball: The Red Ribbon Army Saga[30]
- Dune: Ornithopter Assault[31]
- E.T. Salerian Project[32]
- Esoteric[33]
- Evolution Skateboarding[34]
- EZ-Talk Chūkyūhen[35]
- Fashion Design Nina Rō![36]
- FIFA Football 2002[37]
- Flashback Legends[38]
- Fire Eaters: Zero Bandit[39]
- Frisbee Disc Freestyle / Frisbee Disc Golf[40]
- Gachaapu[41]
- Gods[42]
- Gokinjo Monogatari[43]
- Grand Theft Auto III[44]
- Halloween[45]
- Hanasaki Kassen[46]
- Heart of Darkness[47]
- High Heat Major League Baseball 2004[48]
- Hiryū no Ken I+II Plus[49]
- Hyperspace Delivery Boy![50]
- I-Ninja[51]
- Igo[52]
- Jaguar Machine Sashū Senyō Soft: Kirby Family[53]
- Jet Riders[54]
- Kawaii Kingyo Monogatari[55]
- Kirby Tilt 'n' Tumble Advance[56]
- Kiseka Angel[57]
- Koinu to Issho![58]
- Konchū Hakase[59]
- Konchū Hakushi: Boku no Mushi o Tsukamaete![60]
- Konchū Monster 2[61]
- Kōmugi Chan no Retsu Cooking 1: Suteki na Yōgashi Okusan[62]
- Luna Blaze[63]
- Oggy et les cafards[64]